# 6locc 6a6y
6locc 6a6y – debiutancki mixtape rapera Lila Loadeda, który ukazał się 6 grudnia 2019 roku. Tytuł jest bezpośrednim nawiązaniem do jego przebojowego singla o tym samym tytule.

## Tło
Robertson wydał swój pierwszy singel z projektu, „6locc 6a6by” 27 lipca 2019 r. Następnego dnia YouTuber Tommy Craze stworzył wideo zatytułowane „Reacting To Music Videos With 0 Views!” i zareagował na ten utwór. W ciągu pierwszych 24 godzin od premiery wideo piosenka uzyskała ponad 28 milionów wyświetleń na YouTube, co pozwoliło na podpisanie kontraktu Loadeda z Epic Records. Utwór „6locc 6a6y” otrzymał certyfikat złotej płyty od RIAA. Zdobył też certyfikat złota w Polsce od ZPAV.

## Remiksy
24 czerwca 2020 r. ukazał się remix przebojowego singla „6locc 6a6by” z raperem NLE Choppa, a 26 czerwca remix utworu „Gang Unit” z raperem YG.

## Lista utworów
Informacje zaczerpnięte z serwisu Empik i Genius.
| No. | Tytuł               | Twórcy                                     | Producenci                  | Długość |
| --- | ------------------- | ------------------------------------------ | --------------------------- | ------- |
| 1.  | "6locc 6a6y"        | - Deshawn Maurice Robertson - Tommy Franco | Tommy Franco                | 2:12    |
| 2.  | "T’d Up"            | - Robertson - RaeSam                       | RaeSam                      | 2:18    |
| 3.  | "Shipment"          | - Robertson - DirtyOnDaBeat                | DirtyOnDaBeat               | 2:28    |
| 4.  | "Racks"             | - Robertson - Callari - D. Major           | - Callari - D. Major - 1040 | 2:00    |
| 5.  | "Gang Unit"         | Robertson                                  | Timeline Beats              | 1:48    |
| 6.  | "Opps on Fire"      | - Robertson - mjNichols - Noah Cuz,        | - mjNichols - Noah Cuz      | 2:18    |
| 7.  | "Hood Anthem"       | - Robertson - Nando - Franco               | - Nando - Franco            | 2:13    |
| 8.  | "Loaded Lean"       | - Robertson - Franco                       | Franco                      | 2:18    |
| 9.  | "Out My Body"       | Robertson                                  | Asthesia                    | 2:56    |
| 10. | "Bacc on the Blocc" | Robertson                                  | 2dirtty                     | 2:44    |
| 11. | "Madness"           | Robertson                                  | Contraband                  | 2:58    |